# 52a edició dels Premis Sant Jordi de Cinematografia
La gala de la 52a edició dels Premis Sant Jordi de Cinematografia va tenir lloc el 21 d'abril de 2008 a la Sala Oval del Museu Nacional d'Art de Catalunya i fou presentat per María Casado Paredes i Toni Garrido. Com en anys anteriors, un jurat presidit per Conxita Casanovas i compost per diversos crítics i periodistes cinematogràfics de Barcelona va decidir mitjançant votació els qui eren els destinataris dels premis Sant Jordi que Ràdio Nacional d'Espanya (RNE) concedeix anualment al cinema espanyol i estranger en els diferents apartats competitius i que en aquesta edició distingien a les pel·lícules estrenades al llarg de l'any 2007. Aquest sistema d'elecció fa que aquests guardons estiguin considerats com un reconeixement de la crítica barcelonina, i a més és un dels premis cinematogràfics més antics de Catalunya. Fou retransmesa en directe per Ràdio 4 i dies més tard per televisió a La 2.

## Premis Sant Jordi

### Premis competitius
| Categoria                              | Premiat                  | Labor premiada                                                         |
| -------------------------------------- | ------------------------ | ---------------------------------------------------------------------- |
| Millor pel·lícula espanyola            | La soledat               | Pel·lícula                                                             |
| Millor actor en pel·lícula espanyola   | Àlex Brendemühl i Gubern | Yo El silenci abans de Bach 53 dies d'hivern                           |
| Millor actriu en pel·lícula espanyola  | Maribel Verdú            | Siete mesas de billar francés La zona Oviedo Express El niño de barro. |
| Millor ópera prima                     | Bajo las estrellas       | Pel·lícula                                                             |
| Millor película estrangera             | Promeses de l'est        | Pel·lícula                                                             |
| Millor actor en película estrangera    | Viggo Mortensen          | Promeses de l'est                                                      |
| Millor actriu en pel·lícula estrangera | Cate Blanchett           | Elizabeth: l'edat d'or El bon alemany Diari d'un escàndol              |

### Premis honorífics
A part dels premis al cinema s'han atorgat els següents premis:

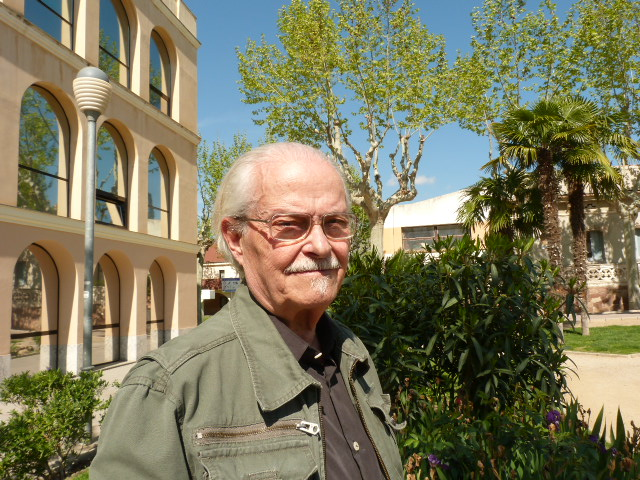
El cartellista Mac, premi a la trajectòria.

| Categoria                                          | Premiat                                               | Labor premiada                                   |
| -------------------------------------------------- | ----------------------------------------------------- | ------------------------------------------------ |
| Premi a la innovació en la indústria               | lapospo.com                                           | Postproducció i efectes d'imatge                 |
| Premi a la trajectòria professional                | Mac (Macari Gómez)                                    | Cartellista                                      |
| Premi especial del Jurat                           | La claqueta, de Radio Marca Va de cine de RNE-Ràdio 4 | Per portar 25 anys en antena informant de cinema |
| Premi especial dels crítics per 50 anys de carrera | Fernando Guillén                                      | Trajectòria com a actor                          |

## Roses de Sant Jordi
Una vegada més es van lliurar les dues roses de Sant Jordi, premis concedits per votació popular entre els oïdors de Ràdio 4 seguidors del programa Va de cine de Conxita Casanovas, que recompensen a les que el públic considera millors pel·lícules nacional i estrangera.
| Categoria                    | Premiat           |
| ---------------------------- | ----------------- |
| Millor pel·lícula estrangera | American Gangster |
| Millor pel·lícula espanyola  | L'orfenat         |